# Rémy Ebanega
Rémy Nenet Ebanega Ekwa (Bitam, 17 novembre 1989) è un ex calciatore gabonese, di ruolo difensore.

## Caratteristiche tecniche
È un difensore centrale.